# Lluerna fosca
La lluerna fosca, el biret, el garneu, el graneu, la lluerna, la lluerna filosa, la lluverna, l'oriola, la pubilla, el rafet o el viret (Chelidonichthys obscurus) és una espècie de peix pertanyent a la família dels tríglids.

## Descripció
- Fa 34 cm de llargària màxima (és més menuda que la lluerna roja).
- Perfil del cap recte.
- Espina de la cintura molt petita.
- Escudets de la línia lateral més minsos que els de la lluerna roja, arrodonits i denticulats pels marges laterals.
- El segon radi de la primera dorsal és molt llarg i gros.
- Color gris vermell amb la línia lateral blanca o platejada. Flancs i ventre rosats. Primera dorsal vermella violeta. Pectorals blaus foscos i caudal amb el marge posterior blanc.[3][4][5]

## Hàbitat
És un peix marí, demersal i de clima temperat (53°N-15°N, 32°W-36°E) que viu fins als 170 m de fondària. És el tríglid més costaner de tots i també fa migracions cap a zones més fondes.

## Distribució geogràfica
Es troba a l'Atlàntic oriental (des del sud de les illes Britàniques fins a Mauritània, les illes Açores i Madeira) i la mar Mediterrània (tot i que és absent de la mar Negra i del nord de la mar Egea).

## Costums
És bentònic a la plataforma continental.

## Ús comercial
És una espècie molt comuna als mercats.

## Observacions
És inofensiu per als humans.